# Barbarian (2022)
Barbarian ist ein Horrorfilm von Zach Cregger, der am 9. September 2022 in die US-Kinos kam und in Deutschland am 28. Dezember 2022 in das Programm von Disney+ aufgenommen wurde. In den Hauptrollen sind Georgina Campbell, Justin Long und Bill Skarsgård zu sehen.

## Handlung
Nach einer toxischen Beziehung möchte Tess Marshall einen Neuanfang wagen und in Detroit ein Vorstellungsgespräch bei der Dokumentarfilmerin Catherine James wahrnehmen. Als die junge Frau am Abend ihre gebuchte Unterkunft im heruntergekommenen Stadtviertel Brightmoor aufsucht, logiert dort bereits ein junger Mann namens Keith Toshko, der das Häuschen über eine andere Webseite gebucht hatte. Der Vermieter ist nicht erreichbar und alle örtlichen Hotels sind kongressbedingt ausgebucht. So nimmt Tess das Angebot von Keith an, über die Nacht zu bleiben, er will auf der Couch schlafen. Zwar zeigt sie sich ihm gegenüber zunächst misstrauisch, doch noch am Abend lernen sich beide besser kennen und entspannen sich zunehmend.
In der Nacht bemerkt Tess ihre offene Zimmertür und verdächtigt Keith, in ihrem Raum gewesen zu sein, doch dieser streitet dies überzeugend ab. Bei ihrem Vorstellungsgespräch am nächsten Tag wird sie von Catherine James vor der Gegend der Unterkunft gewarnt, und bei ihrer Rückkehr nähert sich ihr ein krakeelender Obdachloser. Im Keller des Hauses entdeckt sie einen geheimen Raum, in dem sich neben einem verranzten Bett auch eine alte Videokamera befindet. Da die Kellertür hinter ihr zugefallen ist, muss sie auf die Rückkehr von Keith warten, der sie aus ihrer Notlage befreien kann.
Tess erzählt ihm von ihren Entdeckungen, woraufhin sich Keith selbst ein Bild von der Lage verschaffen möchte. Als Tess dumpfe Hilferufe von Keith hört, entdeckt sie hinter einer weiteren Geheimtür eine Treppe, die in ein unterirdisches Kellergewölbe hinabführt. In den mit Gittertüren und Käfigen ausgestatteten Gängen kann Tess den verwundeten Keith ausfindig machen, der angibt, von einer weiteren Person gebissen worden zu sein. Es erscheint eine ältere, nackte und entstellte Frau mit enormen Körperkräften, die Keith vor den Augen von Tess erschlägt.
Ein paar Wochen später steht der Schauspieler AJ Gilbride nach Vorwürfen der sexuellen Belästigung einer Schauspielkollegin vor dem finanziellen Ruin. Wegen der anstehenden Prozesskosten muss er einen Teil seiner Immobilien verkaufen. So macht sich AJ auf den Weg nach Detroit, um sein dortiges Haus für den Verkauf herzurichten. Vor Ort entdeckt auch er die versteckten Kellergewölbe, wird von der unbekannten Frau angegriffen und zu Tess in einen Käfig gesperrt. Im Anschluss versucht die entstellte Frau – von Tess als „die Mutter“ bezeichnet – AJ zu stillen. Tess nutzt diese Ablenkung als Gelegenheit zur Flucht und trifft auf den obdachlosen Andre, der ihr zum Verlassen der Gegend rät, da die Mutter in der Nacht auch außerhalb des Hauses jagt. Als sie stattdessen die Polizei ruft und die eintreffenden Beamten über AJs Gefangenschaft informieren will, wird sie von den Polizisten wegen ihrer inzwischen stark derangierten Kleidung und Frisur als ortstypische Drogenabhängige wahrgenommen und ignoriert.
Auch AJ konnte sich währenddessen befreien und entdeckt in den Kellergewölben den alten Mann Frank. Als AJ die Polizei rufen will, erschießt sich der Bettlägerige. Wenig später kehrt Tess zurück zu AJ, er schießt sie aber mit Franks Revolver versehentlich an. Beide retten sich in die Behausung von Andre, der sie über die Hintergründe der Gegend aufklärt: Frank hielt in den 1980er Jahren Frauen in seinem Haus gefangen, vergewaltigte sie und filmte sich dabei. Die Mutter selbst sei ein Produkt generationsübergreifender Inzucht.
In Andres vermeintlich sicherem Versteck greift die Mutter die Gruppe an und tötet den obdachlosen Mann. Um sich selbst zu retten und die Mutter abzulenken, stößt AJ Tess von einem Dach. Die Mutter fängt ihren Fall allerdings auf und bringt stattdessen auch AJ um. Als sie für Tess mütterliche Gefühle zeigt, wird sie von dieser mit dem Revolver erschossen.

## Produktion

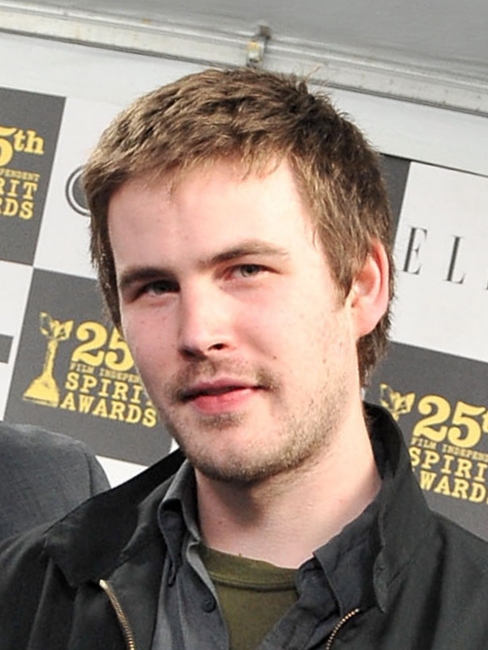
Regisseur Zach Cregger

Regie führte Zach Cregger, der auch das Drehbuch schrieb. Es handelt sich nach Miss March von 2009 und The Civil War on Drugs von 2011 um seine dritte Regiearbeit bei einem Spielfilm.
Georgina Campbell spielt Tess Marshall, Bill Skarsgård Keith Toshko, mit dem sie sich das Airbnb teilt. Justin Long spielt AJ Gilbride, dem dieses gehört.
Die Filmmusik komponierte Anna Drubich. Das Soundtrack-Album mit insgesamt 16 Musikstücken wurde am 9. Dezember 2022 von Hollywood Records als Download veröffentlicht.
Die Premiere erfolgte am 22. Juli 2022 im Rahmen der San Diego Comic-Con. Ende August 2022 wurde er beim FrightFest gezeigt. Am 9. September 2022 kam der Film in die US-Kinos, während er in Deutschland am 28. Dezember 2022 in das Programm von Disney+ aufgenommen wurde.

## Synchronisation
Die deutschsprachige Synchronisation entstand nach einem Dialogbuch und unter der Dialogregie von Christian Schneider bei Iyuno Germany.
| Rolle           | Darsteller        | Synchronsprecher     |
| --------------- | ----------------- | -------------------- |
| Tess Marshall   | Georgina Campbell | Anne Düe             |
| AJ Gilbridge    | Justin Long       | Julien Haggège       |
| Keith Toshko    | Bill Skarsgård    | Henning Nöhren       |
| Frank           | Richard Brake     | Klaus-Dieter Klebsch |
| Andre           | Jaymes Butler     | Axel Lutter          |
| Doug            | Kurt Braunohler   | Gerrit Schmidt-Foß   |
| Catherine James | Kate Nichols      | Andrea Cleven        |
| Melissa         | Kate Bosworth     | Katrin Zimmermann    |
| Everett         | Zach Cregger      | Edwin Gellner        |
| Jeff            | J. R. Esposito    | André Röhner         |
| Meg             | Rachel Fowler     | Ute Noack            |
| Robert          | Will Greenberg    | Nicolas Böll         |
| Polizist        | Derek Morse       | Fabian Oscar Wien    |

## Rezeption

### Kritiken und Einspielergebnis
Der Film konnte 92 Prozent der bei Rotten Tomatoes aufgeführten Kritiker überzeugen bei einer durchschnittlichen Bewertung mit 7,5 der möglichen 10 Punkte, womit er aus den 23. Annual Golden Tomato Awards als Zweitplatzierter unter den Horrorfilmen des Jahres 2022 hervorging. Auf Metacritic erhielt der Film einen Metascore von 78 von 100 möglichen Punkten.
Die weltweiten Einnahmen des Films aus Kinovorführungen belaufen sich auf 45,4 Millionen US-Dollar.

### Auszeichnungen
Critics’ Choice Super Awards 2023
- Auszeichnung als Bester Horrorfilm
- Nominierung als Bester Schauspieler in einem Actionfilm (Justin Long)[13]

Fangoria Chainsaw Awards 2023
- Nominierung als Bester Kinofilm
- Nominierung für die Beste Regie (Zach Cregger)
- Nominierung für das Beste Drehbuch (Zach Cregger)
- Nominierung als Bester Nebendarsteller (Justin Long)
- Nominierung für das Beste Make-up (Lyudmil Ivanov)[14]

Hollywood Critics Association Awards 2023
- Nominierung als Bester Horrorfilm[15]

Hollywood Music In Media Awards 2022
- Nominierung für die Beste Filmmusik – Horrorfilm (Anna Drubich)[16]

MTV Movie & TV Awards 2023
- Nominierung für die Furchterregendste Darbietung (Justin Long)[17]

Saturn-Award-Verleihung 2024
- Nominierung als Bester Horrorfilm